# Seaca de Câmp
Seaca de Câmp là một xã thuộc hạt Dolj, România. Dân số thời điểm năm 2002 là 2264 người.